# Divine Empire
Divine Empire – amerykańska grupa muzyczna wykonująca death metal z wpływami thrash metalu. Powstała w 1997 roku w Boca Raton w stanie Floryda w USA z inicjatywy Jasona Blachowicza, J.P. Soarsa i Dereka Roddyego.
W 1998 roku muzycy zarejestrowali swój pierwszy album pt. Redemption. W 2000 roku ukazała się druga płyta grupy pt. Doomed To Inherit. W 2003 roku został wydany trzeci album pt. Nostradamus. 25 kwietnia 2005 roku ukazał się czwarty album formacji zatytułowany Method Of Execution. W ramach promocji we wrześniu zespół wystąpił na trasie koncertowej Bliztkrieg III poprzedzając występy Vader.

## Dyskografia
Opracowano na podstawie materiału źródłowego.
- 98 Demo (1998, demo)
- Redemption (1998)
- Doomed To Inherit (2000)
- Nostradamus (2003)
- Method Of Execution (2005)